# Данијел Билош
Данијел Рубен Билош (шп. Daniel Rubén Bilos; Пергамино, 3. септембар 1980) је бивши аргентински фудбалер. Играо је на позицији крилног нападача.
Билош је пореклом из околине Имотског у Далмацији, данашња Хрватска. Старином су Билоши из Раме у средњој Босни. Челници Фудбалског савеза Хрватске и селектор репрезентације Златко Крањчар су 2005. године показали интересовање да Билош заигра за репрезентацију Хрватске. Он је исте године дебитовао за репрезентацију Аргентине, у пријатељској утакмици против Катара. Наредне године, уочи Светског првенства у Немачкој, добио је понуду да наступа за Хрватску на првенству, коју је одбио због негативних реакција аргентинске јавности.

## Успеси
Банфилд
- Примера Б Насионал (1) : 2000/01.[9]

 Бока јуниорс
- Прва лига Аргентине (2) : 2005. Апертура,[10] 2006. Клаусура[11]
- Копа судамерикана (1) : 2005.[12]
- Рекопа судамерикана (1) : 2005.[13]

Појединачни
- Идеални тим Јужне Америке: 2005.[14]